# Emergency Banking Relief Act

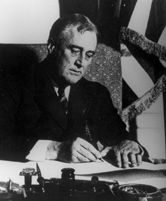
Le président Franklin Delano Roosevelt en 1937.

L'Emergency Banking Relief Act, ou Emergency Banking Act, est un texte de loi du Congrès des États-Unis entré en vigueur dans le cadre de la politique de New Deal de Franklin Delano Roosevelt pendant la Grande Dépression.
Ratifié en mars 1933, le texte impose la fermeture des banques insolvables dans le but de les réorganiser et renflouer avant leur réouverture. Face au risque de faillite en chaîne des banques américaines, cette loi met ainsi en place un plan de fermeture généralisée en arrêtant la course aux liquidités.

## Historique
Dans un contexte de faillites en chaîne des établissements bancaires américains, le nouveau président des États-Unis, le démocrate Franklin Delano Roosevelt, décide de fermer toutes les banques du pays entre le 6 et le 10 mars 1933 dans le but d'évaluer leur solvabilité et leur capacité à empêcher la faillite des épargnants. Si les banques passent avec succès cet examen (c'est-à-dire si leurs réserves propres sont supérieures à l'ensemble de leurs encours), elles seraient autorisées à rouvrir. Dans le cas contraire, elles devraient rester fermées ou demander un emprunt à l'État pour éviter la faillite.
Le 9 mars 1933, c'est-à-dire moins d'une semaine après son investiture, le président Roosevelt convoque une session exceptionnelle du Congrès afin d'imposer une fermeture des banques pendant quatre jours. Le décret prévoit la réouverture des banques une fois que les inspecteurs fédéraux les auraient déclarées financièrement stables, autrement dit, solvables. La loi donne aussi le droit au secrétaire au Trésor de confisquer l'or détenu par les particuliers en échange d'une quantité équivalente de monnaie papier, qui connaît par la suite une dévaluation par rapport au cours de l'or. 
Malgré son importance, cette loi est votée en urgence, étant approuvée avec une extrême hâte au Congrès. Peu de membres de la Chambre des représentants, pour peu qu'il y en ait eu, ont pu lire le texte de la loi. La plupart pouvaient seulement entendre le clerc l'énoncer à haute voix. De nombreux représentants protestèrent contre la hâte avec laquelle le texte fut adopté.

## Conséquences
Au bout de trois jours, quelque 5 000 établissements bancaires ont passé les tests d'inspection avec succès, ce qui leur permet de rouvrir. Finalement, environ deux tiers des banques américaines rouvrent à la suite de cette loi, ce qui permet de restaurer une partie de la crédibilité des banques.
Le Glass-Steagall Act, voté la même année, met en place des solutions plus viables dans le temps, avec notamment la création de la Federal Deposit Insurance Corporation (FDIC). 
Cette courte période de fermeture des banques est connue sous le nom de « semaine de fermeture des banques des États-Unis » (United States Bank Holiday).